# PJ (seriál)
PJ je francouzský televizní seriál, který vytvořili Michelle Podroznik a Frédéric Krivin. Seriál byl premiérově odvysílán na stanici France 2 od 12. září 1997 do 28. srpna 2009.

## Děj
Detektivní seriál vypráví o každodenním životě zaměstnanců policejní stanice v 10. pařížském obvodu poblíž kanálu Saint-Martin.
Výjezdy a vjezdy policejních aut byly natočeny před 52 rue Bichat.
Na začátku seriálu tvoří tým kapitán Vincent Fournier, poručík Bernard Léonetti a poručík Mourad Beckaoui. Jim velí komisař Henri Meurteaux. Dalšími postavami jsou Nadine Lemercier, operátorka ústředny a Jeannine, Bernardova manželka, která je zdravotní sestrou v nemocnici. V 1. epizodě přijíždí poručík Marie Lopez, která se rychle stane společnicí kapitána Fourniera.
Tým se v průběhu seriálu hodně promění. Poručík Beckaoui žádá o přeložení k vyšetřovací brigádě, ke které se připojí na konci 2. sezóny. Rovněž Jeannine opustí Bernarda.
Na začátku 3. sezóny přicházejí kapitánka Maud Saurinová, poručík Alain Porret a agentka Chloé Matthieuová. Maud ve 4. sezóně utrpí zranění oka. Má být převedena do archivu, ale raději odejde. Nahradí ji kapitánka Agathe Monnier. Marie zároveň prožije krátkou aféru s Alainem, kterou jí Vincent neodpustí. Během 4. série proto požádá o přeložení na Martinik. Nahradí ji velitel Franck Lamougies.
Mnohem později odjede Franck do Dijonu a Alain se pokusí o sebevraždu. Jejich nástupcem se stane poručík Rayann Bakir. Bernard Léonetti povýší na kapitána, strážnice Chloé Matthieu se stane brigádníkem a Nadine se připojí ke sboru jako strážnice.
Nakonec je ve 100. epizodě zavražděn velitel Vincent Fournier. Na jeho pohřeb ve 106. epizodě, kde je posmrtně povýšen do hodnosti komisaře, se výjimečně objeví Marie Lopez (která se mezitím stala kapitánkou a je těhotná), Franck Lamougies a Alain Porret (který by chtěl být komisařem). Velitelem týmu je od 104. epizody Maxime Lukas.
Ve dvanácté sezóně komisař Meurteaux odchází do důchodu. Na jeho místo nastupuje Saboureau. Agathe Monnier, která bude mít dítě s Fournierem, rezignuje a připojí se k Franckovi Lamougiesovi. Během posledních dvou epizod Maud Saurin obsadí policejní stanici a zajme rukojmí. Stanice je zničena výbušninami a současným únikem plynu. Rayanna Bakira zavraždí Maud během braní rukojmími.

## Obsazení
| Marc Betton          | vrchní komisař Henri Meurteaux (sezóny 1-11, sezóna 13)                       |
| Nathalie Cerda       | komisařka Chantal Saboureau (sezóny 12 a 13)                                  |
| Nicolas Pignon       | komisař André Chassagne (sezóna 13)                                           |
| Bruno Wolkowitch     | inspektor poté kapitán poté velitel Vincent Fournier (sezóny 1-10, sezóna 13) |
| Charles Schneider    | inspektor poté poručík poté kapitán Bernard Léonetti (sezóny 1-13)            |
| Lilah Dadi           | poručík Mourad Beckaoui (sezóny 1 a 2)                                        |
| Lisa Martino         | poručice poté kapitánka Marie Lopez (sezóny 1-4, sezóna 10)                   |
| Cécile Richard       | kapitánka Maud Saurin (sezóny 3 a 4, sezóna 13)                               |
| Emmanuelle Bach      | kapitánka Agathe Monnier (sezóny 4-12)                                        |
| Thierry Desroses     | poručík Alain Porret (sezóny 4-8, sezóna 10)                                  |
| Guillaume Cramoisan  | velitel Franck Lamougies (sezóny 5-8, sezóna 4, 10 a 12)                      |
| Jalil Naciri         | poručík Rayann Bakir (sezóny 8-13)                                            |
| François Feroleto    | velitel Maxime Lukas (sezóny 10-13)                                           |
| Bénédicte Loyen      | kapitánka Juliette Antoine (sezóna 11)                                        |
| Bruno Paviot         | inspektor Gallien (sezóna 13)                                                 |
| Nicolas Grandhomme   | inspektor Serge Lemeur (sezóna 13)                                            |
| Valérie Bagnou-Beido | strážnice poté brigádnice Nadine Lemercier (sezóny 1-13)                      |
| Raphaëlle Bruneau    | strážnice poté brigádnice Chloé Matthieu (sezóny 3-13)                        |
| El Driss             | strážník Karim Hourda (sezóny 6-13)                                           |

## Seznam epizod

### První sezóna (1997)
1. (1) Racket
2. (2) Cambriolage
3. (3) Expulsion
4. (4) Clandestins
5. (5) Surdose
6. (6) Piège

### Druhá sezóna (1998)
1. (7) Vol à l’arraché
2. (8) Escroqueries
3. (9) SDF
4. (10) Carte bancaire
5. (11) Élodie
6. (12) Héroïne

### Třetí sezóna (1999)
1. (13) Baby-sitter
2. (14) Premier Amour
3. (15) Casting
4. (16) Flagrant délit
5. (17) Planques
6. (18) Descente de police
7. (19) Drague
8. (20) Canal
9. (21) Délit de fuite
10. (22) Tango
11. (23) Maternité
12. (24) Dimanche

### Čtvrtá sezóna (2000)
1. (25) Légitime défense
2. (26) Non assistance à personne en danger
3. (27) Détournement
4. (28) Garde à vue
5. (29) Esclavage
6. (30) Tourisme sexuel
7. (31) Braquage [1/2]
8. (32) Braquage [2/2]
9. (33) Disparition
10. (34) Règlement de comptes
11. (35) Affaires de famille
12. (36) Bavure

### Pátá sezóna (2001)
1. (37) Inceste
2. (38) Fausse qualité
3. (39) La rumeur
4. (40) Strip-tease
5. (41) La fugue
6. (42) Coupable
7. (43) Enlèvement
8. (44) Chantage
9. (45) Enfant battu
10. (46) Dopage
11. (47) Spiritisme
12. (48) Mauvais traitements

### Šestá sezóna (2002)
1. (49) Viol en garde à vue
2. (50) Agressions
3. (51) Néonazis
4. (52) Taupe
5. (53) Gang de filles
6. (54) Chien méchant
7. (55) Police en danger
8. (56) Poison
9. (57) Sensations fortes
10. (58) Squelettes
11. (59) Couples
12. (60) La pilule de l'oubli

### Sedmá sezóna (2003-2004)
1. (61) Enfance volée
2. (62) Délices de Chine
3. (63) Tyrannie
4. (64) Père et fils
5. (65) Sauvetage
6. (66) Faux-semblants
7. (67) Forcené
8. (68) Chanteuse de rue
9. (69) Assaut
10. (70) Violences conjuguées
11. (71) Religion
12. (72) Sentiments souterrains
13. (73) Menteuses

### Osmá sezóna (2004)
1. (74) Intention de tuer
2. (75) Jeux de mains
3. (76) Vengeance passive
4. (77) Jour de grève
5. (78) Côté jardin
6. (79) Marchand de sommeil
7. (80) Violences
8. (81) Infiltrations
9. (82) Fatale vision
10. (83) Enfants de cœur
11. (84) Le Fusible
12. (85) Le Revenant

### Devátá sezóna (2005)
1. (86) Séquestrations
2. (87) Recel
3. (88) Le 119
4. (89) Délit de solidarité
5. (90) Ambitions
6. (91) Rage
7. (92) Coupable
8. (93) En petits morceaux
9. (94) Rendez-vous manqués
10. (95) Parents
11. (96) Seuls contre tous
12. (97) Délivrance

### Desátá sezóna (2006)
1. (98) Parole malheureuse
2. (99) Vol à la une
3. (100) Insécurité
4. (101) Mamans
5. (102) Viscéral
6. (103) Stress
7. (104) Francs tireurs
8. (105) Vincent
9. (106) À titre posthume
10. (107) Retrouvailles
11. (108) Barbare
12. (109) Noël

### Jedenáctá sezóna (2007-2008)
1. (110)  Crime
2. (111) Irresponsables
3. (112) Substance nuisible
4. (113) Les bonnes intentions
5. (114) Mauvais élément
6. (115) Jardins secrets
7. (116) Abus de faiblesse
8. (117) Esprit d'initiative
9. (118) Femme fatale
10. (119) Service funèbre
11. (120) Convoitise
12. (121) Vide-grenier
13. (122) Crise d'identité

### Dvanáctá sezóna (2008)
1. (123) Famille interdite
2. (124) Patrons
3. (125) Monstres
4. (126) Jugement dernier
5. (127) Erreurs de jeunesse
6. (128) Identité
7. (129) Par amour
8. (130) Enfants errants
9. (131) Effets sonores
10. (132) Pression
11. (133) Virage
12. (134) Sous influence

### Třináctá sezóna (2009)
1. (135) Échec scolaire
2. (136) Contrôle parental
3. (137) Sans papiers
4. (138) Dérive
5. (139) Un loup pour l'homme
6. (140) Nouveau départ
7. (141) Explosions
8. (142) Impasses
9. (143) Le deal
10. (144) Le flag
11. (145) Le choc
12. (146) Règlement de compte

## Ocenění
- 2000: Nejlepší 52minutový seriál na televizním festivalu v Saint-Tropez